# Epepeotes ceramensis
Epepeotes ceramensis är en skalbaggsart som först beskrevs av Thomson 1860.  Epepeotes ceramensis ingår i släktet Epepeotes och familjen långhorningar. Inga underarter finns listade i Catalogue of Life.